# Luis Tejada (futbolista)
Luis Carlos Tejada Hansell (Ciudad de Panamá, 28 de marzo de 1982-San Miguelito, provincia de Panamá, 28 de enero de 2024) fue un futbolista panameño. Jugaba de delantero centro y su último equipo como profesional fue el Potros del Este, de la primera división de Panamá. Fue el máximo goleador de la selección de fútbol de Panamá junto con Blas Pérez.

## Trayectoria

### Inicios, Al-Ain y Plaza Amador
El originario de San Joaquín, Pedregal, debutó en 2001 con Tauro en la Anaprof en la cual disputó la final del torneo 2000-01, perdió la final contra Panamá Viejo. El 30 de marzo de 2005, en el Estadio Rommel Fernández, le hizo un gol de chilena con Panamá a México en el empate 1-1 por las eliminatorias camino a Alemania 2006. Luego de su participación en la Copa de Oro de la Concacaf 2005, firmó un contrato de tres años con el Al-Ain de los Emiratos Árabes Unidos.
Participó en la Liga de Campeones de la AFC, en la que su equipo obtuvo el subcampeonato al perder contra el Ittihad de Arabia Saudita. Logró perforar las redes en dos ocasiones en este torneo. No obstante, su rendimiento no fue el esperado, por lo que poco después de terminada la copa regresó a Panamá. A su regreso, estuvo durante el segundo semestre de 2005 y primero de 2006 con el Club Deportivo Plaza Amador, de la localidad de El Chorrillo en la ciudad de Panamá, equipo que es uno de los más importantes del balompié panameño. Sin embargo, sus condiciones no eran las óptimas, ganándose por esto el apodo del Gordito.

### Envigado, Once Caldas y Real Salt Lake
Ya en mejor forma, emigró a Colombia (país en el cual ya había estado en 2004, con el Envigado F. C.), donde tuvo un corto paso por el Once Caldas. Después de este efímero periplo, recaló nuevamente en Panamá donde participó en el último juego de la ronda regular del Torneo Clausura con el Plaza Amador.
Lamentablemente, su equipo perdió la misma, ante el Árabe Unido de Colón, y pierden la oportunidad de acceder a la semifinal de la liga. A finales de marzo de 2007, el punta panameño firmó un contrato con la Major League Soccer para jugar en el Real Salt Lake; sin embargo, salió del equipo a inicios de mayo debido a una decisión de Jason Kreis, quien a esa época tomaba el cargo de nuevo entrenador del club. Kreis argumentó que Tejada nunca pudo alcanzar el ritmo necesario para seguir en el equipo.

### América de Cali, Millonarios y Tauro
Para el segundo semestre del mismo año, Tejada jugó en el América de Cali, de Colombia. El Matador anotó su primer gol con el América el 6 de octubre ante el Deportivo Pasto. En el torneo siguiente, fue goleador del equipo y subcampeón. Empezando el segundo semestre de 2008, Tejada salió del América de Cali al no concretarse positivamente ninguna oferta de renovación con este equipo y firmó por tres años con Millonarios en virtud de la compra que hizo del 30 % de sus derechos deportivos.
Un año más tarde, y luego de no tener éxito en el club bogotano, regresó al América de Cali. No obstante, el traspaso se dificultó, por lo que, con la llegada de Léider Preciado al club caleño, Tejada no jugó con América. Después de ese paso por la liga colombiana, volvió a Panamá donde volvió a jugar con el Tauro, donde además de vestir los colores blanco y negro, también vistió la cinta de capitán. En el Apertura 2009, disputó la final del torneo contra Árabe Unido en el Estadio Agustín «Muquita» Sánchez, de La Chorrera, ante siete mil fanáticos, la cual pierden y fue expulsado al final del partido.

### Juan Aurich
En 2010 emigró al Perú para jugar con el Juan Aurich, de Chiclayo. Jugó en la Copa Libertadores 2010 y logró pasar a la fase de grupos tras derrotar al Estudiantes Tecos, de México, con dos goles suyos en el partido de ida y uno en el partido de vuelta. Al convertir los dos primeros goles, se convirtió en el jugador de la semana de la Copa Libertadores. Aunque continuó marcando más goles en el grupo 3 de la Copa Libertadores 2010, no llegó hasta los octavos de final. Pero se convirtió en el goleador de su equipo en la copa con seis tantos. Convirtió dieciséis tantos en el Campeonato Descentralizado 2010.
Sin embargo, el siguiente año fue su mejor temporada con el Juan Aurich, puesto que el conjunto chiclayano salió campeón del Campeonato Descentralizado 2011 por primera vez en su historia tras ganarle en los play-offs a Alianza Lima. Incluso, terminó siendo el goleador del campeonato con diecisiete anotaciones y fue considerado como el mejor jugador extranjero del torneo. En diciembre de 2011, se afirmó que Tejada fue vendido a un conjunto de China por 1 800 000 dólares, lo cual cubre solo el 70 % de su pase. Pero el propio jugador anunció que no estaba enterado acerca de tal traspaso. Y siguió jugando en el Aurich hasta septiembre de 2012.

### Toluca
El 23 de septiembre, después de varias semanas de rumores sobre su traspaso al Deportivo Toluca, de la primera división de México, debutó con los diablos rojos contra Atlante, en el cual entró al minuto 58 por Juan Carlos Cacho en la victoria 1-0 en el Estadio Nemesio Díez con su primer gol al minuto 87, para darle el liderato general a su nuevo equipo.
En esa temporada perdería la final del torneo, obteniendo el subcampeonato de la liga mexicana; pero dejando buenas sensaciones en el club escarlata.

### Tiburones Rojos
El 31 de mayo de 2013, llegó a préstamo al equipo Tiburones Rojos de Veracruz por un año.

### Juan Aurich (segunda etapa)
En 2015 regresó a Juan Aurich y con su gol anotado contra Unión Comercio, por la jornada 11 de la primera división del Perú, llegó a la cifra histórica de 100 goles en el fútbol peruano.

### Universitario
En 2017 fue fichado por Universitario. Esa temporada marcó diecisiete goles.

### Sport Boys
En 2018 fue fichado por Sport Boys de la primera división del Perú.

### Pirata
El 2019 ficha por el recién ascendido Pirata. Debuta en la victoria ante Real Garcilaso por 2-1 siendo la primera victoria en primera del club.

### C. D. Universitario
Después de perder la categoría con el Pirata, vuelve a Panamá para jugar por el C. D. Universitario.

### C. D. Plaza Amador
Después de su paso por C. D. Universitario, ficha el 13 de octubre de 2020 por el club placino.

### Herrera F. C.
Después de su paso por el C. D. Plaza Amador, acepta el reto de formar parte de la plantilla del Herrera F. C., club que debuta en LPF.

## Selección nacional
Fue internacional con la selección de fútbol de Panamá en 108 ocasiones y marcó 43 goles. Su debut se produjo el 10 de junio de 2001, en un encuentro amistoso ante la selección de Trinidad y Tobago que finalizó con marcador de 0-0. En 2005 tuvo su mejor actuación en el seleccionado de su país, cuando participó en la Copa de Oro de la Concacaf 2005, logrando tres goles. Los cuales le merecieron el título de goleador, y el esfuerzo le valió para ser nombrado jugador más valioso del torneo (most valuable player).
Su retiro de la selección se produjo el 29 de mayo de 2019 en un partido amistoso no oficial contra la selección de fútbol de País Vasco disputado en el Estadio Rommel Fernández.
Se encuentra en la posición 83 de los futbolistas con 40 o más goles en selecciones nacionales.

### Participaciones en Copas del Mundo
| Copa                           | Sede                     | Resultado                | Partidos | Goles | Prom. |
| ------------------------------ | ------------------------ | ------------------------ | -------- | ----- | ----- |
| Copa Mundial de Fútbol de 2018 | Rusia                    | Primera fase             | 2        | 0     | 0     |
| Total en Copas del Mundo       | Total en Copas del Mundo | Total en Copas del Mundo | 2        | 0     | 0     |

### Participaciones en Copa de Oro
| Copa                  | Sede                    | Resultado             | Partidos | Goles | Prom. |
| --------------------- | ----------------------- | --------------------- | -------- | ----- | ----- |
| Copa de Oro 2005      | Estados Unidos          | Subcampeón            | 6        | 3     | 0.5   |
| Copa de Oro 2009      | Estados Unidos          | Cuartos de final      | 3        | 2     | 0.67  |
| Copa de Oro 2011      | Estados Unidos          | Tercer lugar          | 5        | 3     | 0.6   |
| Copa de Oro 2015      | Estados Unidos y Canadá | Tercer lugar          | 5        | 2     | 0.4   |
| Total en Copas de Oro | Total en Copas de Oro   | Total en Copas de Oro | 19       | 10    | 0,53  |

### Participaciones en Copa América
| Copa                    | Sede                   | Resultado              | Partidos | Goles | Prom. |
| ----------------------- | ---------------------- | ---------------------- | -------- | ----- | ----- |
| Copa América Centenario | Estados Unidos         | Fase de grupos         | 3        | 0     | 0     |
| Total en Copas América  | Total en Copas América | Total en Copas América | 3        | 0     | 0     |

## Fallecimiento
El 28 de enero de 2024, Tejada falleció tras sufrir un paro cardiorrespiratorio después de desvanecerse durante un partido de Liga de Veteranos en el barrio de Santa Librada, distrito de San Miguelito.
Tras la muerte del Matador, la Liga Panameña de Fútbol dedicará el Torneo Apertura 2024 a la memoria del jugador en reconocimiento a su desempeño en la selección de Panamá. Y, durante las fechas LPF, se realizará un minuto de silencio, seguido de aplausos al minuto 18, en referencia al dorsal que usó en la selección.

## Clubes
| Club                        | País                   | Año       |
| --------------------------- | ---------------------- | --------- |
| Tauro F. C.                 | Panamá                 | 2001      |
| C. D. Plaza Amador          | Panamá                 | 2002      |
| Deportes Tolima             | Colombia               | 2003      |
| Tauro F. C.                 | Panamá                 | 2003      |
| Envigado F. C.              | Colombia               | 2004      |
| Al-Ain F. C.                | Emiratos Árabes Unidos | 2005      |
| C. D. Plaza Amador          | Panamá                 | 2005-2006 |
| Once Caldas                 | Colombia               | 2006      |
| Real Salt Lake              | Estados Unidos         | 2007      |
| América de Cali             | Colombia               | 2007-2008 |
| Millonarios                 | Colombia               | 2008-2009 |
| Tauro F. C.                 | Panamá                 | 2009      |
| Juan Aurich                 | Perú                   | 2010-2012 |
| Deportivo Toluca            | México                 | 2012-2013 |
| Tiburones Rojos de Veracruz | México                 | 2013      |
| Universidad César Vallejo   | Perú                   | 2014      |
| Juan Aurich                 | Perú                   | 2015-2016 |
| Universitario de Deportes   | Perú                   | 2017      |
| Sport Boys                  | Perú                   | 2018      |
| Pirata F. C.                | Perú                   | 2019      |
| C. D. Universitario         | Panamá                 | 2020      |
| C. D. Plaza Amador          | Panamá                 | 2020      |
| Herrera F. C.               | Panamá                 | 2021      |
| San Francisco F. C.         | Panamá                 | 2022      |
| Potros del Este             | Panamá                 | 2022-2023 |

## Palmarés

### Campeonatos nacionales
| Título                    | Club         | País   | Año  |
| ------------------------- | ------------ | ------ | ---- |
| Torneo Clausura           | Plaza Amador | Panamá | 2002 |
| Torneo Apertura           | Tauro F. C.  | Panamá | 2003 |
| Torneo Clausura           | Tauro F. C.  | Panamá | 2003 |
| Primera división del Perú | Juan Aurich  | Perú   | 2011 |

### Distinciones individuales
| Distinción                                                                                             | Año  |
| --- | ---- |
| Goleador de la Copa Oro de la Concacaf                                                                 | 2005 |
| Jugador más valioso de la Copa Oro de la Concacaf                                                      | 2005 |
| Goleador de la Liga Panameña de Fútbol                                                                 | 2006 |
| Goleador de la primera división del Perú                                                               | 2011 |
| Mejor jugador extranjero del Descentralizado                                                           | 2011 |
| Incluido en el equipo ideal del Campeonato Descentralizado, según el portal periodístico DeChalaca.com | 2016 |